# Wojska Rakietowe i Artyleria ludowego Wojska Polskiego
Wojska Rakietowe i Artyleria ludowego Wojska Polskiego – jeden z rodzajów wojsk Wojska Polskiego w latach 1943–1990.

## Artyleria na froncie wschodnim

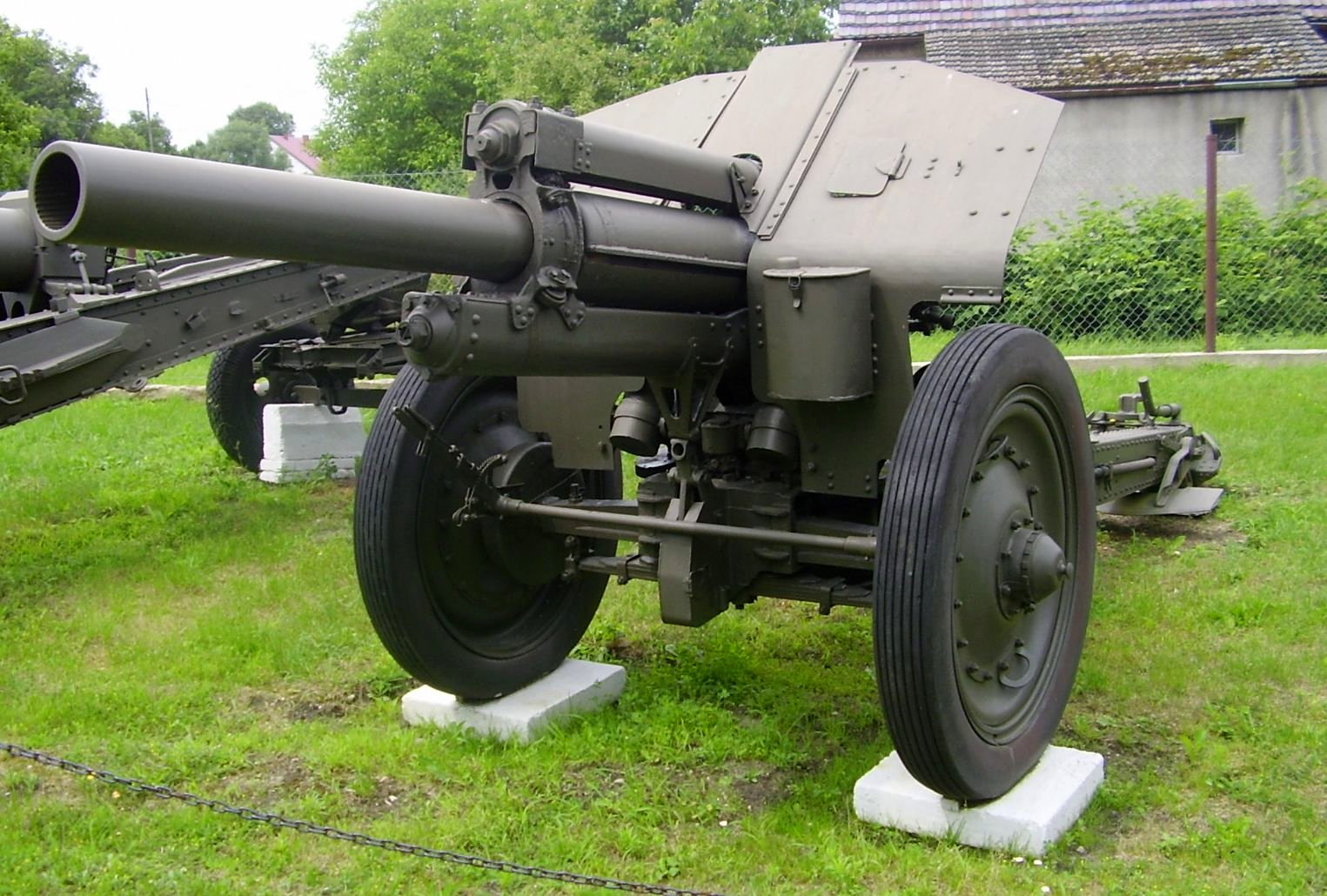
122 mm haubica wz. 1938 (M-30)

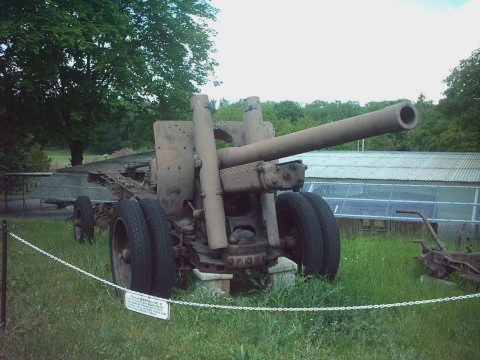
122 mm armata wz. 1931/37 (A-19)

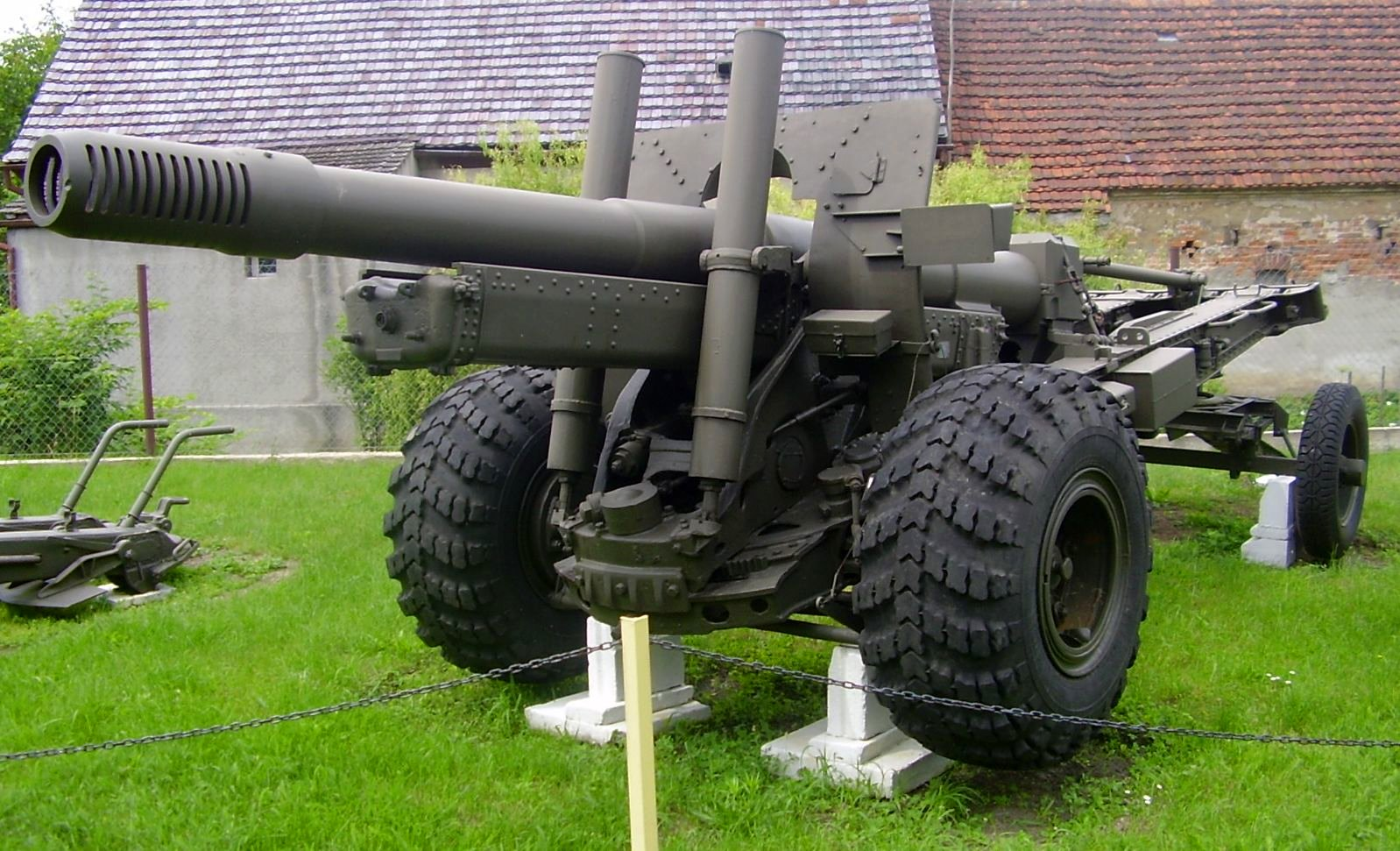
152 mm haubicoarmata wz. 1937 (MŁ-20)

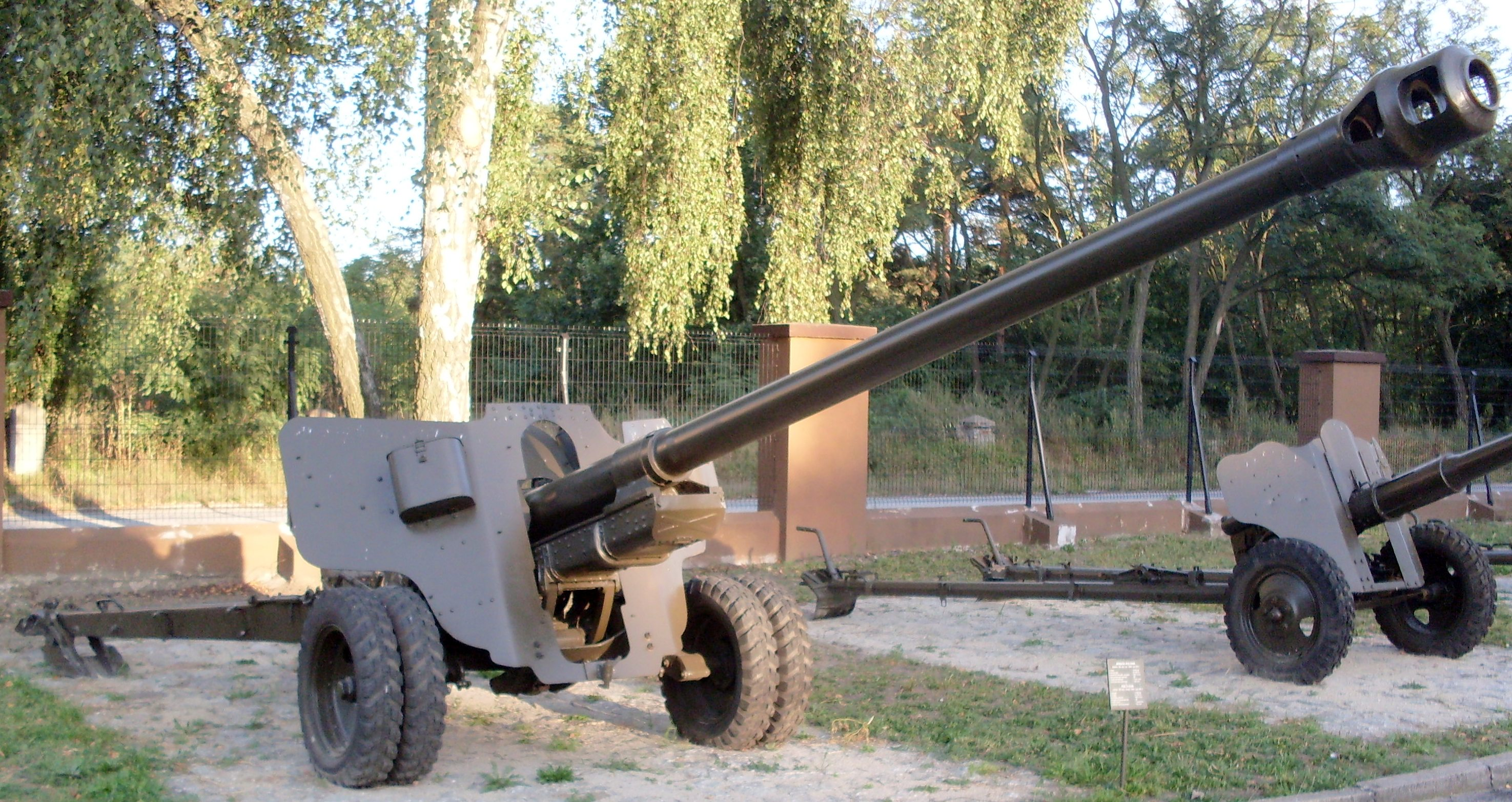
100 mm armata wz. 44 typ BS-3

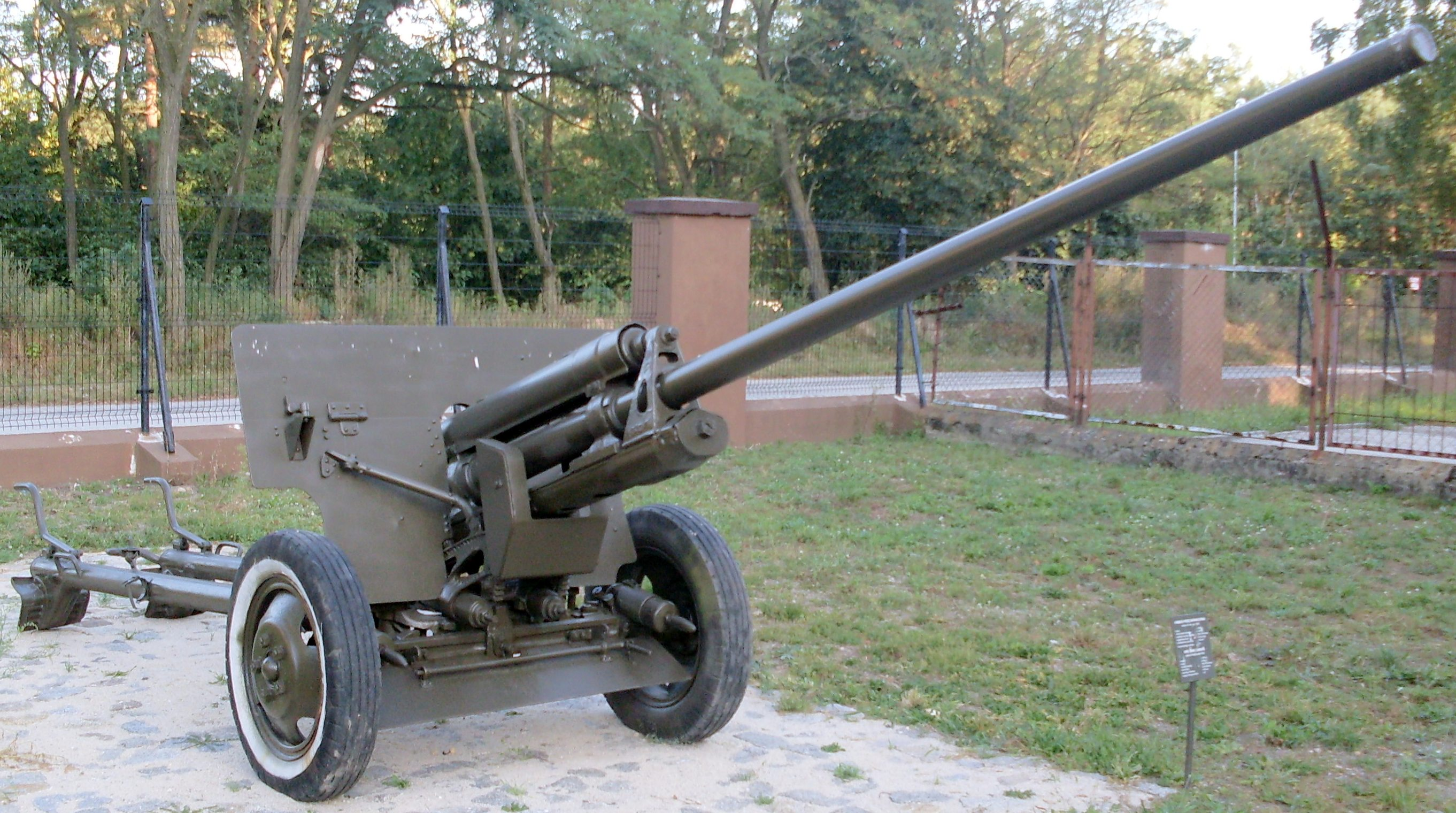
57 mm armata ppanc wz. 1943

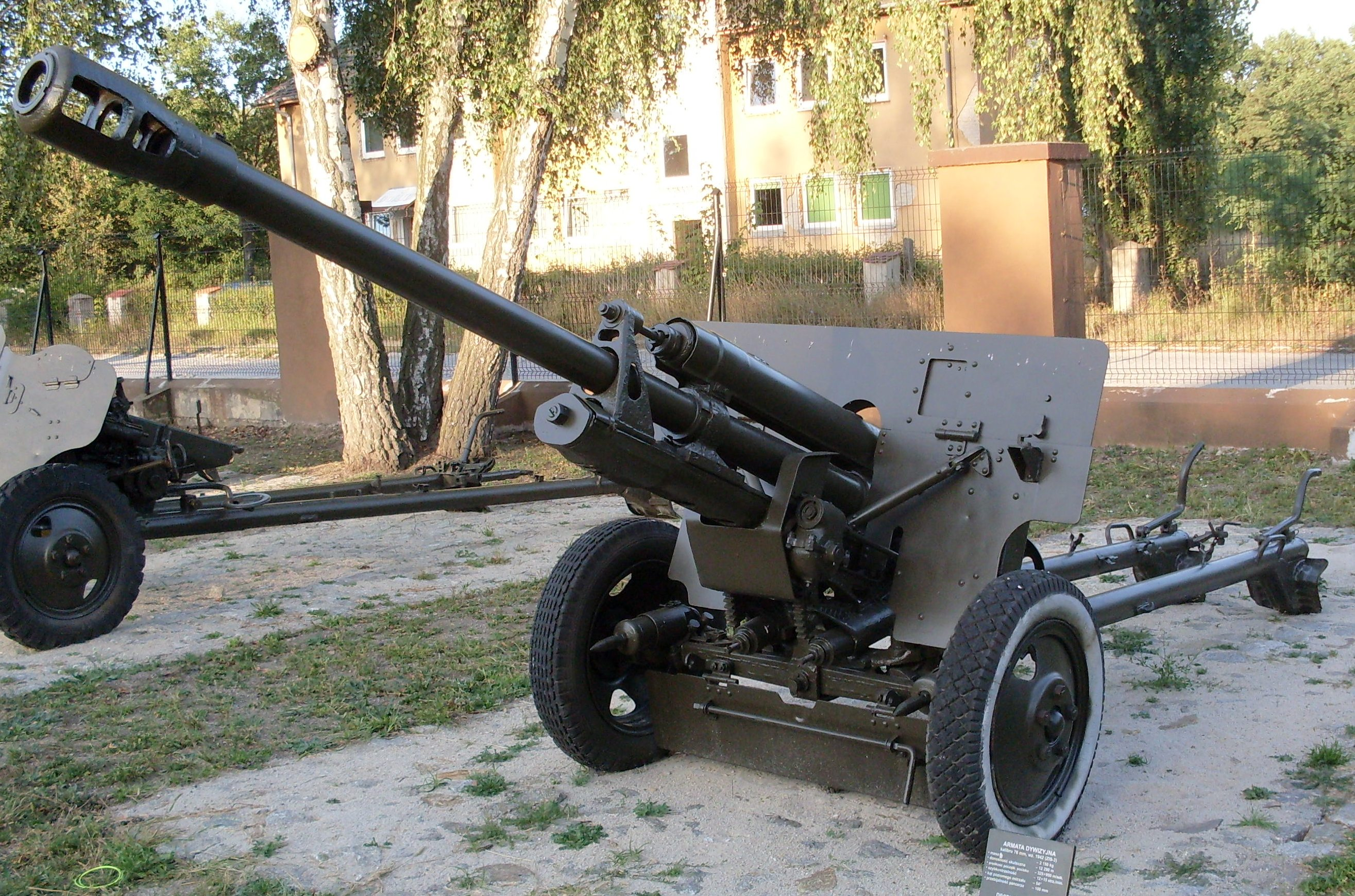
76 mm armata dywizyjna wz 1942

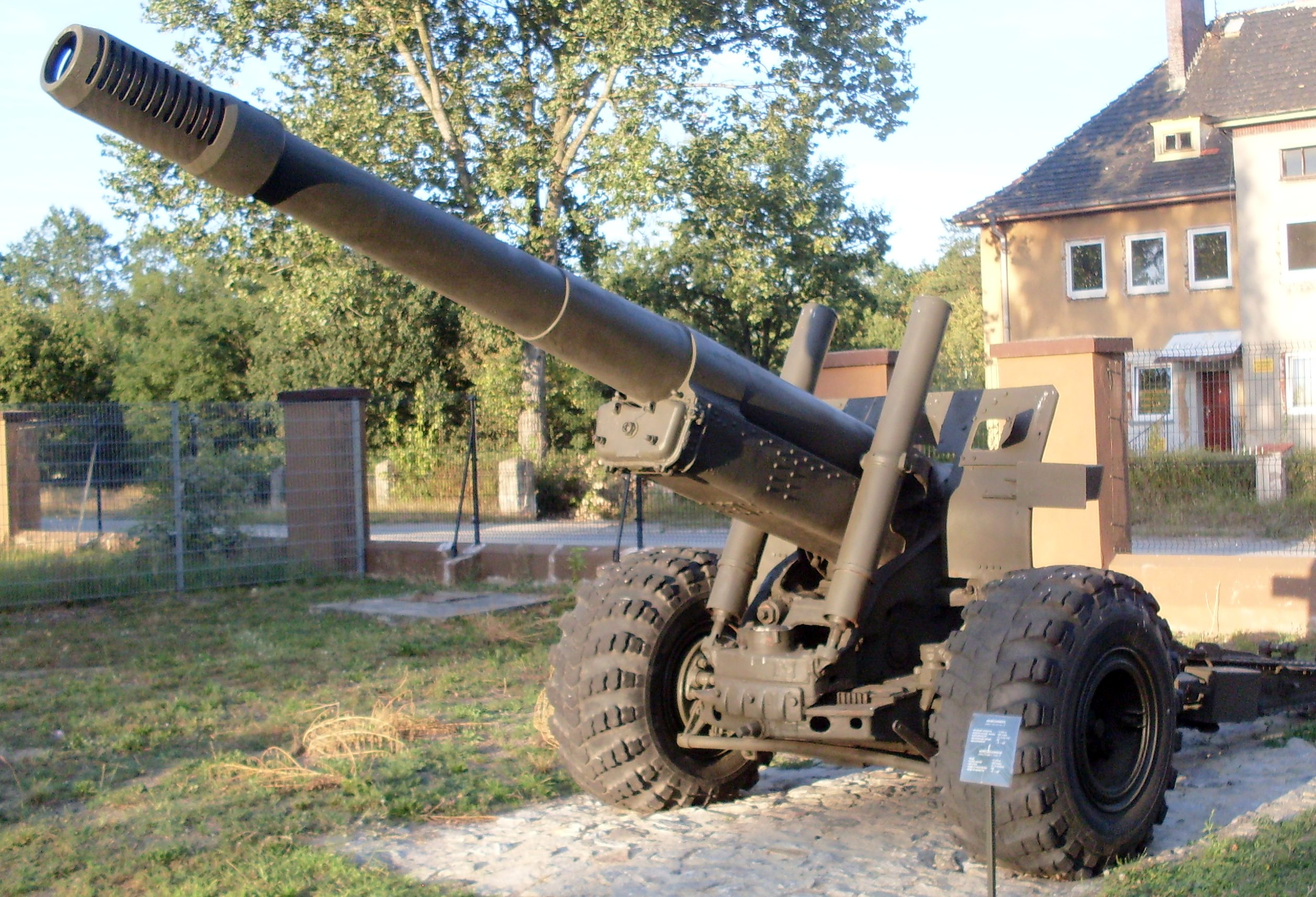
152 mm haubicoarmata wz 37

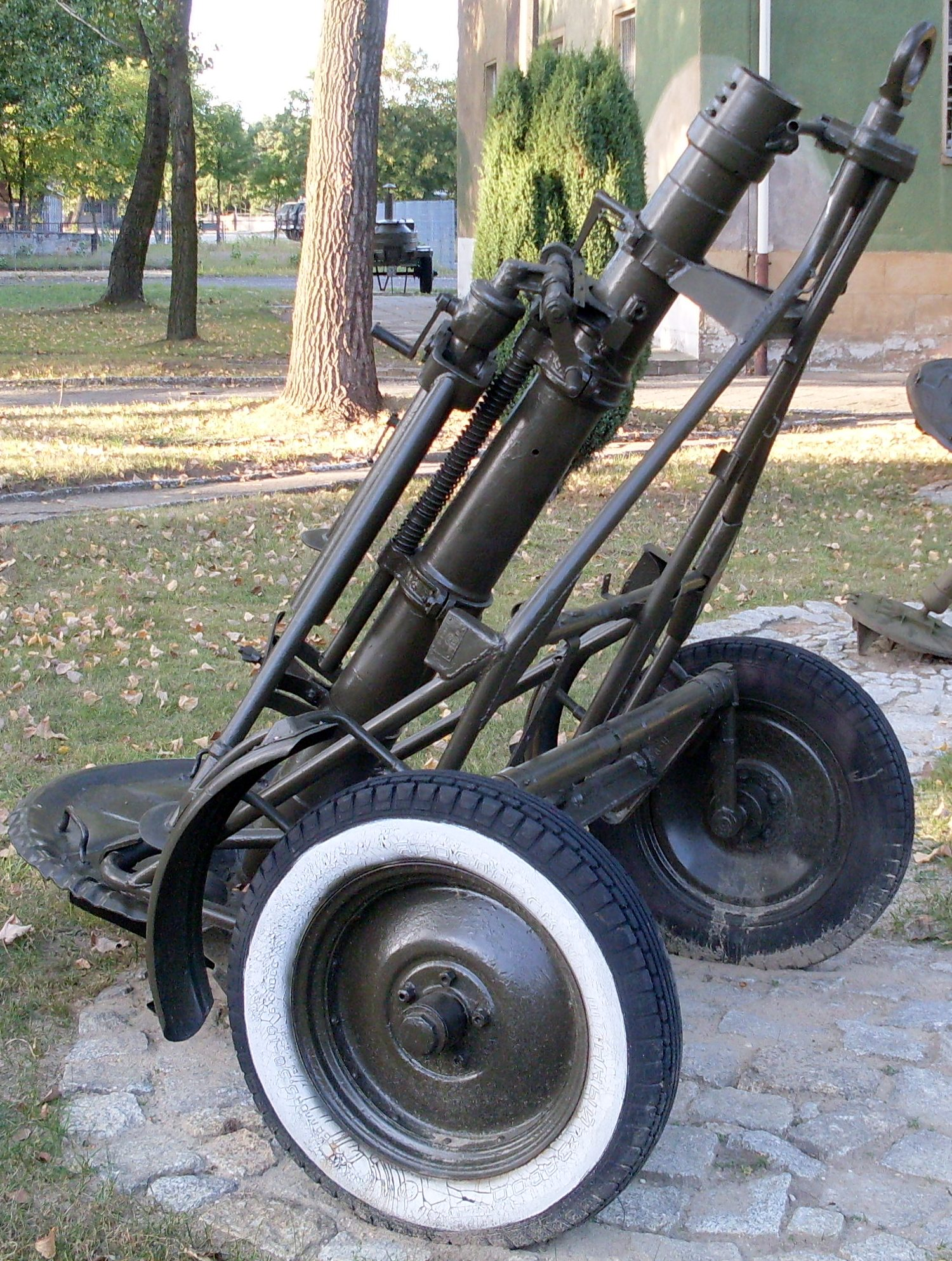
120 mm moździerz wz. 1943

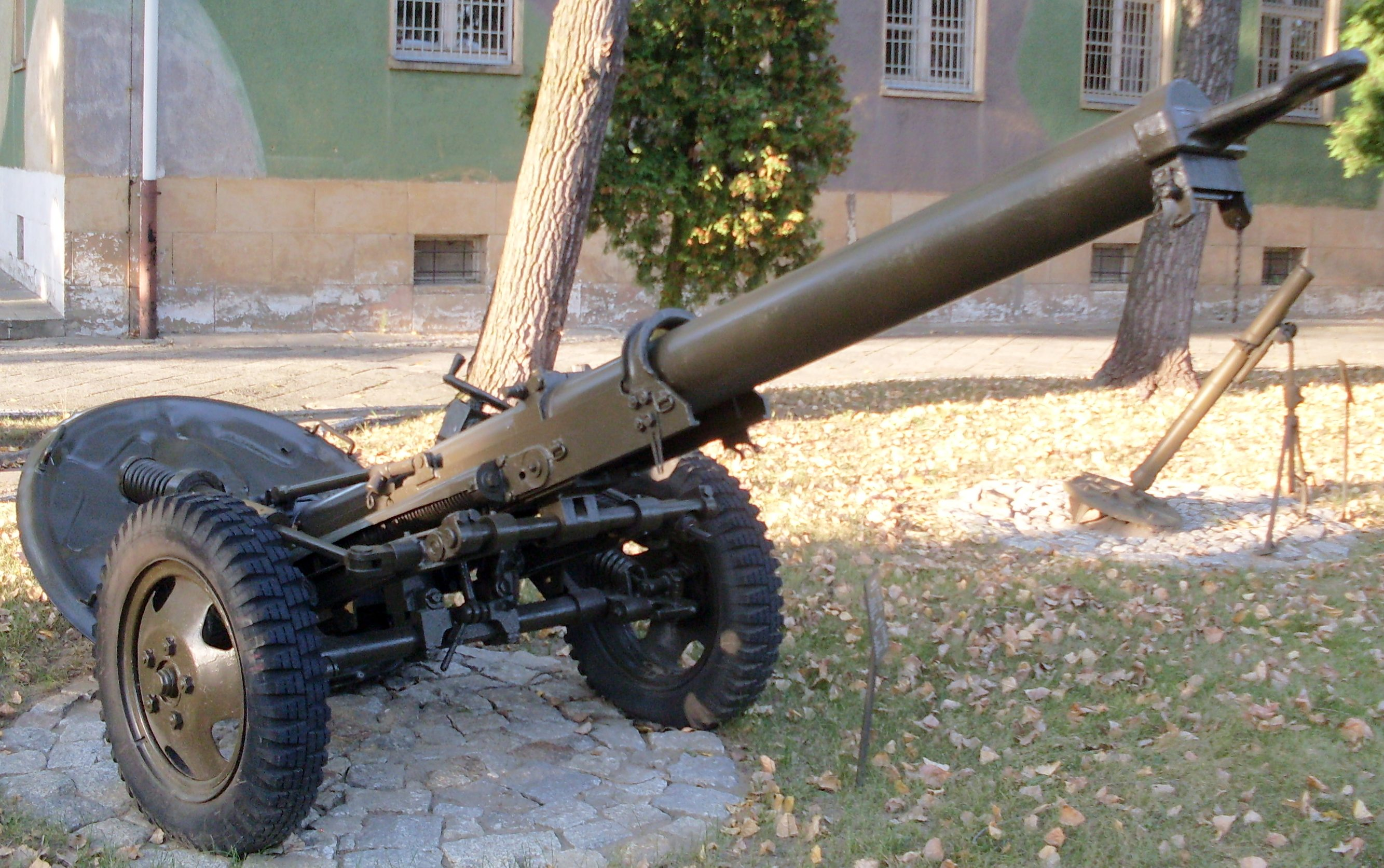
160 mm moździerz wz. 1943

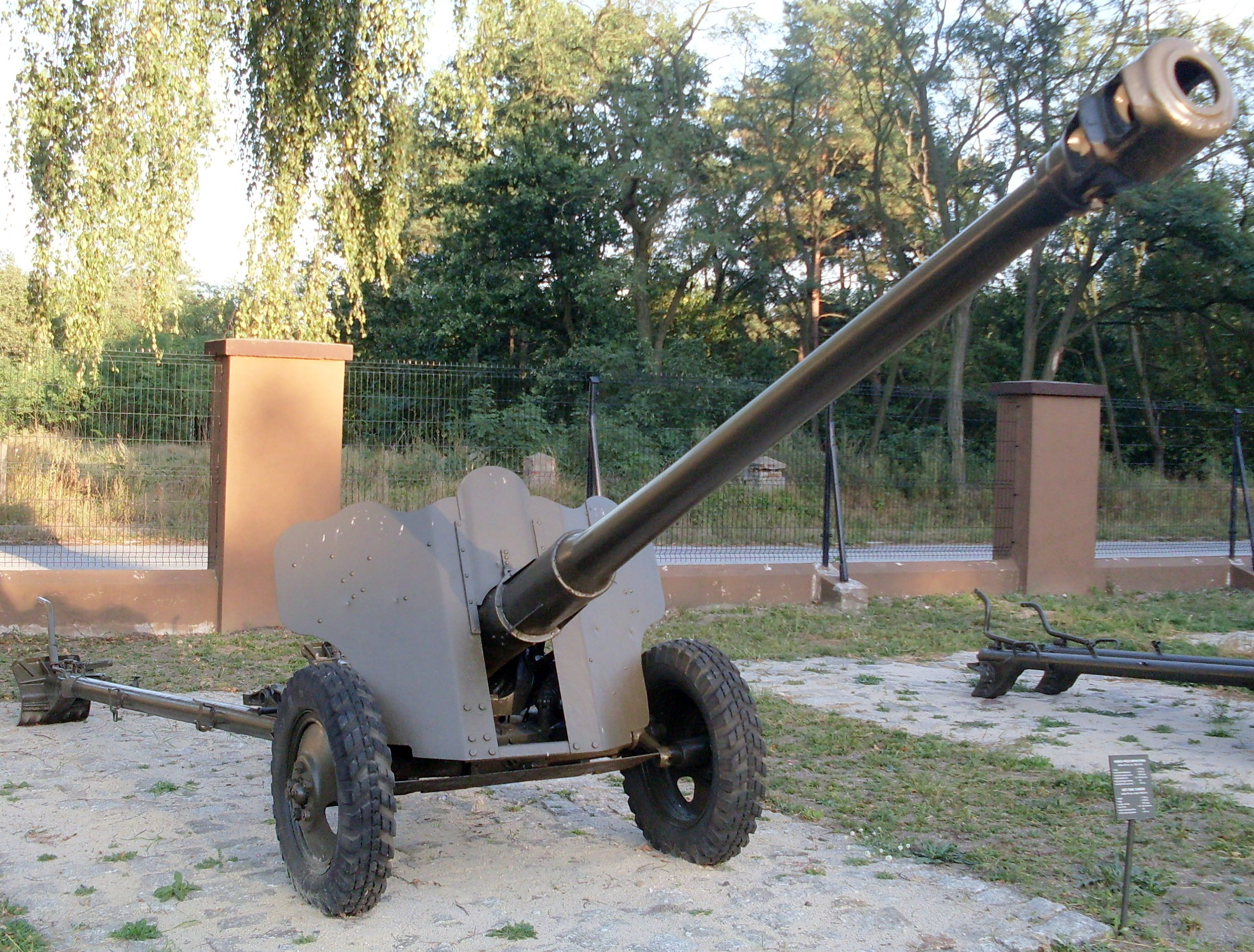
85 mm armata ppanc wz. 1944 D44

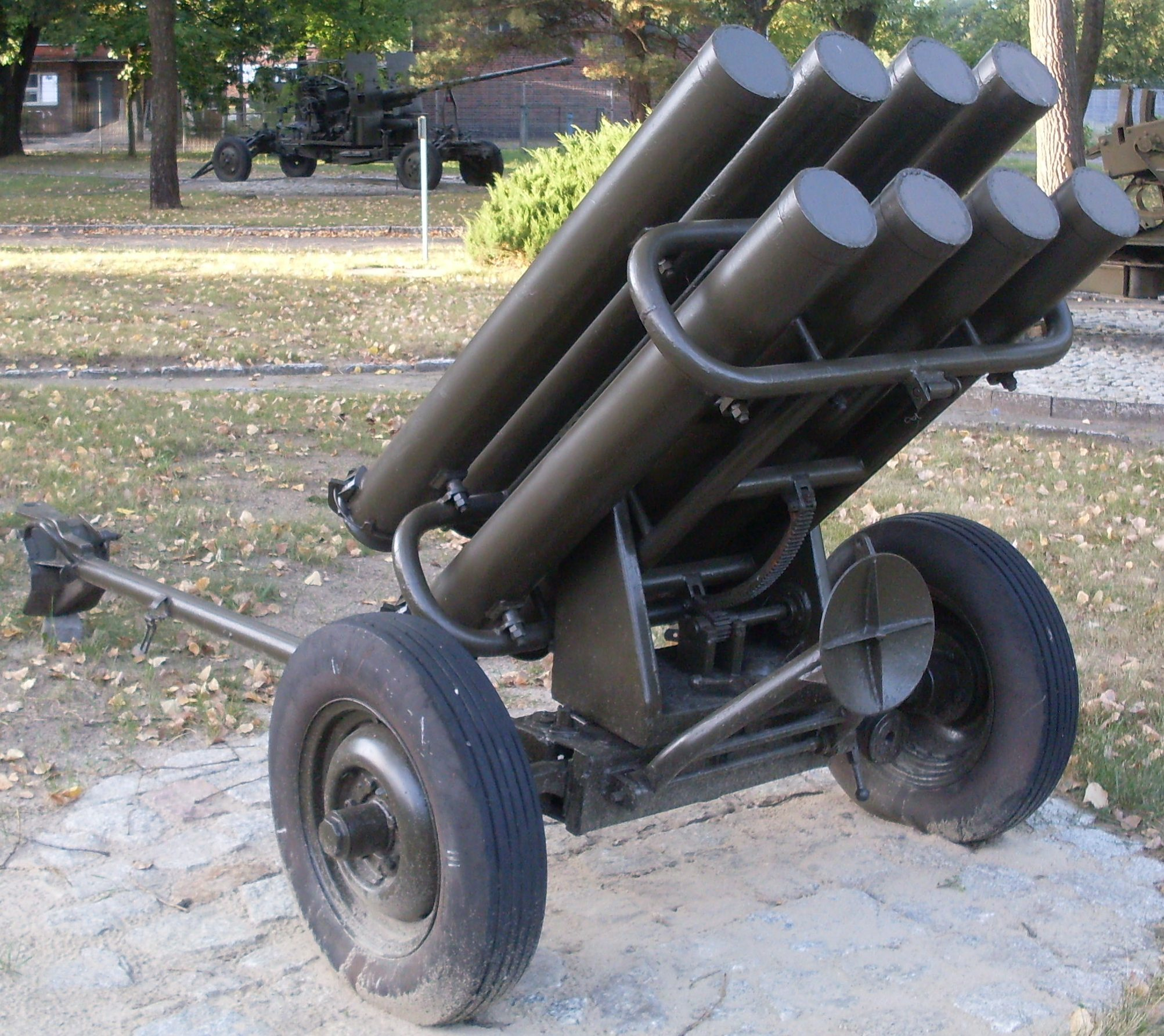
wyrzutnia artyleryjska WP 8

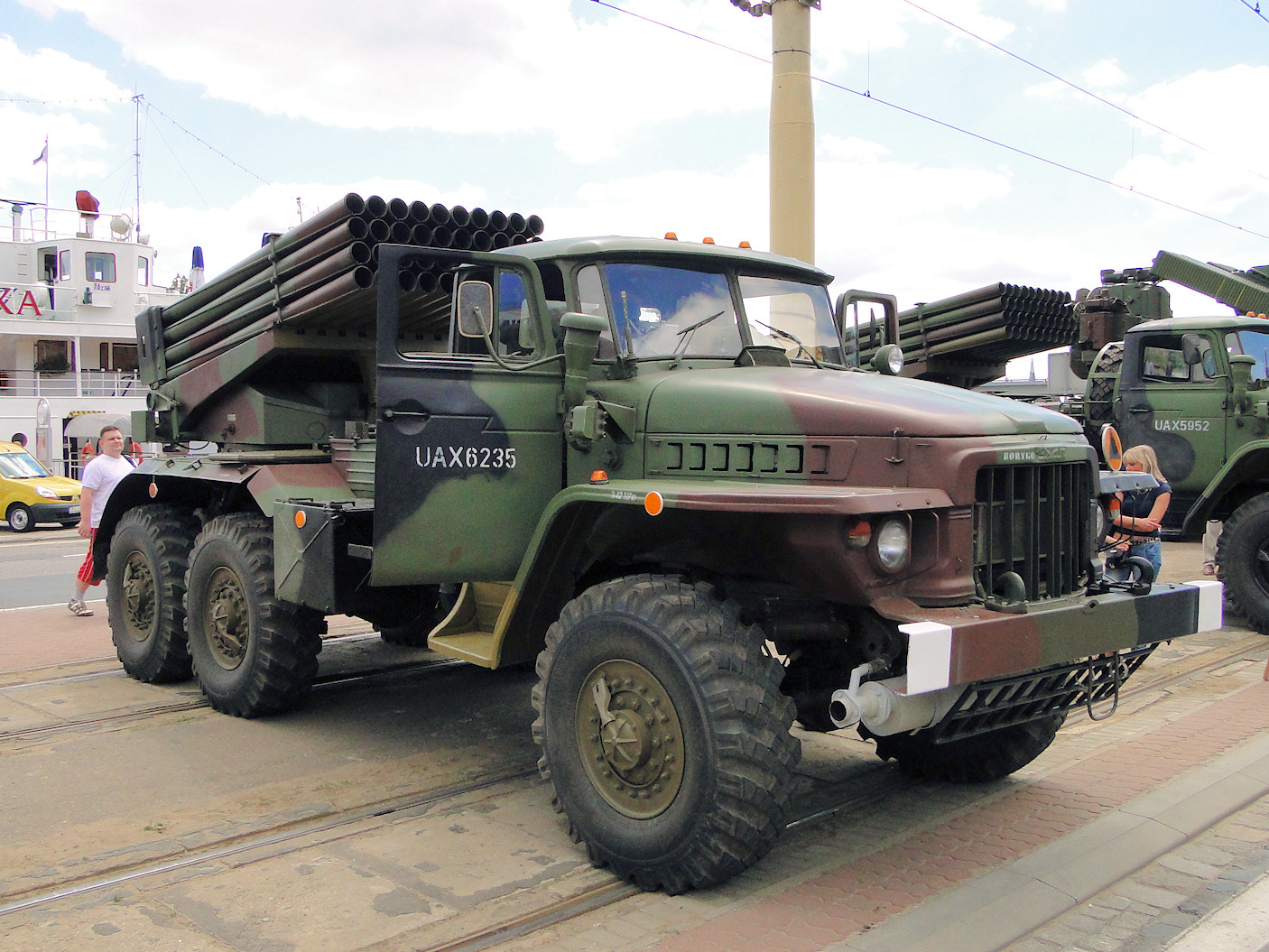
wyrzutnia BM-21

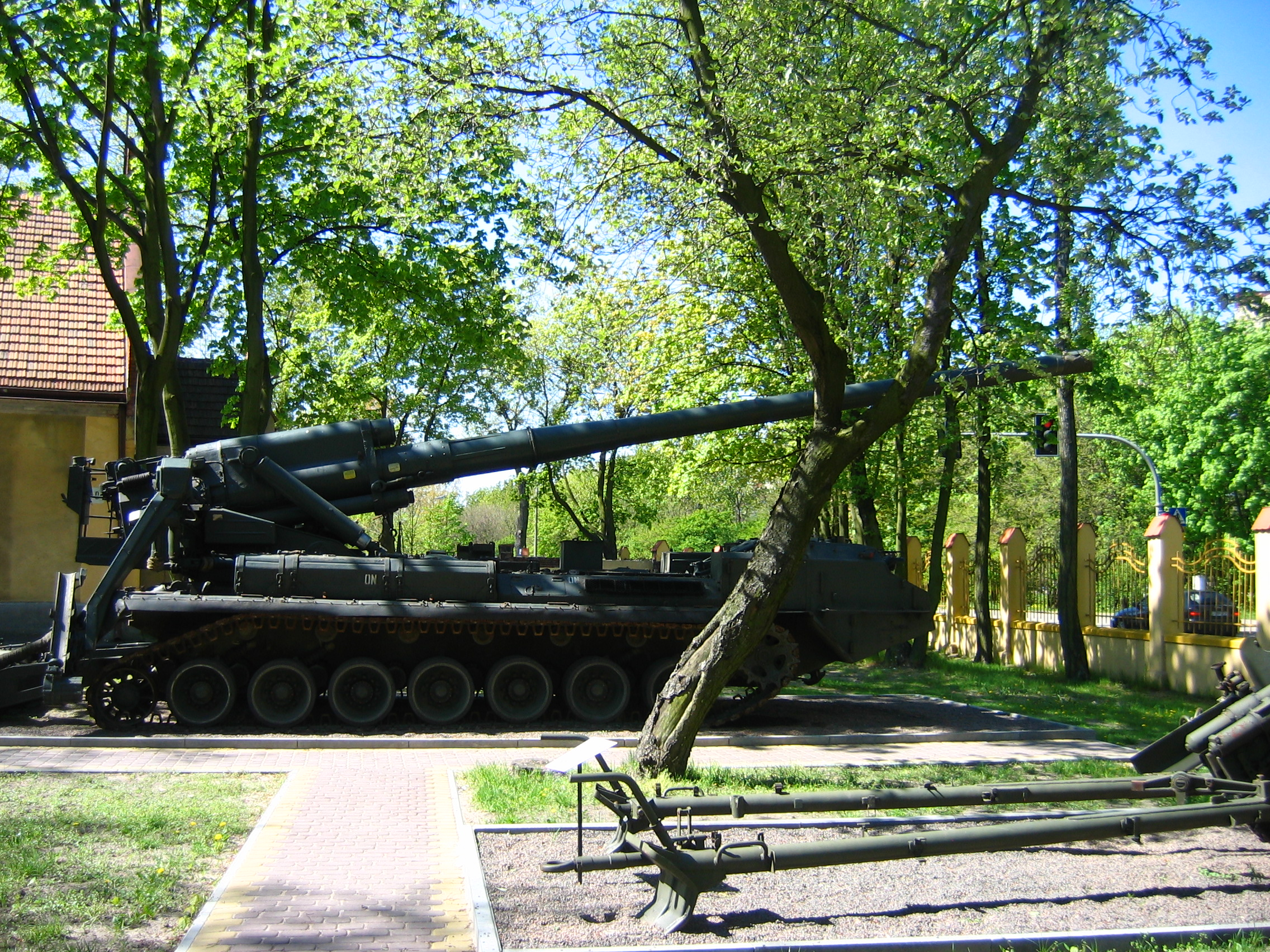
Armata samobieżna 2S7 Pion

Artyleria ludowego Wojska Polskiego powstawała wraz z 1 Dywizją Piechoty im. Tadeusza Kościuszki. Jej skład doskonalił się pod względem organizacyjnym i uzbrojenia do końca II wojny światowej. Składała się z moździerzy, artylerii lekkiej i ciężkiej, przeciwpancernej, pancernej, rakietowej i przeciwlotniczej. Pod względem organizacyjnym składała się z artylerii batalionowej, pułkowej, dywizyjnej, armijnej i Odwodu Naczelnego Dowództwa.
W skład jednostek artylerii w chwili zakończenia wojny wchodziły:
- 2 Dywizja Artylerii
- 5 Dywizja Artylerii
- 1 Brygada Artylerii Armat
- 5 Brygada Artylerii Ciężkiej
- 4 Brygada Artylerii Przeciwpancernej
- 9 Brygada Artylerii Przeciwpancernej
- 11 Brygada Artylerii Przeciwpancernej
- 14 Brygada Artylerii Przeciwpancernej
- 1 Samodzielna Brygada Moździerzy
- 1 Pułk Moździerzy
- 3 Pułk Moździerzy

Ponadto w skład artylerii wchodziły jednostki przeciwlotnicze.
Stan osobowy artylerii WP wynosił ponad 26000 żołnierzy co stanowiło 6,3% wojsk lądowych.

## Pokojowa reorganizacja artylerii
W lipcu 1945 roku rozformowano 11 Brygadę Artylerii Przeciwpancernej, a jej sprzęt i żołnierzy wykorzystano do ukompletowania nowo tworzonych pułków artylerii lekkiej dla 16 i 17 dywizji piechoty. We wrześniu jednostki artylerii podporządkowano dowództwom okręgów wojskowych. Rozpoczął się proces przechodzenia artylerii na etaty pokojowe.
Dywizje artylerii przeformowano na brygady, a w artylerii przeciwpancernej, w miejsce brygad powstały samodzielne pułki i dywizjony. 2 Łużycka Dywizja Artylerii przeformowana została na 12 Brygadę Artylerii, a jej dotychczasowe brygady przekształcono w pułki artylerii. Samodzielny 6 dywizjon artyleryjskiego rozpoznania pomiarowego wszedł w skład 67 pułku artylerii ciężkiej. Z 7 Brygady Artylerii Haubic wydzielono dwa dywizjony artylerii, które wykorzystano do sformowania dwóch pułków artylerii lekkiej dla 15. i 18. dywizji piechoty. Na bazie 5 Dywizji Artylerii utworzono w Toruniu 13 Brygadę Artylerii, a jej dotychczasowe brygady przeformowano w pułki. 9 dywizjon artyleryjskiego rozpoznania pomiarowego włączono do 71 pac. Na bazie wydzielonych pododdziałów 2. i 3. BAH sformowano dodatkowo 87. i 90. pułk artylerii haubic. Na bazie 1 Brygada Artylerii Armat zorganizowano 85 pułku artylerii ciężkiej oraz 24. i 25. dywizjon artylerii ciężkiej, a na bazie 5 Brygady Artylerii sformowano 80 pułk artylerii ciężkiej. Jeden dywizjon tej brygady wydzielono dla formowanego na nowo 82 pułku artylerii ciężkiej. Na bazie 4 BAPpanc powstał 76 manewrowy pułk artylerii w Toruniu oraz cztery dywizjony artylerii przeciwpancernej dywizji piechoty. Z rozformowanych 9. i 14 BAPpanc utworzono część pododdziałów dla dwóch pułków artylerii lekkiej 15. i 18. dywizji piechoty oraz osiem dywizjonów artylerii przeciwpancernej dywizji piechoty. Rozformowano 1 Brygadę Moździerzy oraz 1. i 3 pułk moździerzy. W grudniu 1945 roku w miejsce: dwóch dywizji, siedmiu samodzielnych brygad i pięciu samodzielnych pułków, powstały: dwie brygady, sześć pułków i dwa samodzielne dywizjony.
W styczniu 1946 roku podjęto decyzję o dalszej redukcji artylerii. Na bazie 80., 82. i 85. pułku artylerii ciężkiej zorganizowano: 26., 27. i 28. dywizjon artylerii ciężkiej, a 87. i 90. pułk artylerii haubic przekształcono w 29. i 30. dywizjon artylerii haubic. W 12. i 13. brygadzie artylerii oraz 24. i 25. dywizjonie artylerii ciężkiej wprowadzono niższe etaty. W lutym 1947 roku po raz kolejny zredukowano stany osobowe jednostek artylerii.
W połowie 1948 roku 26. i 28 dywizjon artylerii ciężkiej oraz 29 dywizjon artylerii haubic zreorganizowano zmniejszając w każdym z nich liczbę żołnierzy i sprzętu artyleryjskiego. Jednocześnie z 26. i 28. dac wydzielono dwie baterie artyleryjskiego rozpoznania pomiarowego tworząc na ich bazie samodzielne baterie. Ze zreorganizowanych trzech dywizjonów artylerii utworzono 14 Brygadę Artylerii Ciężkiej w Bolesławcu. W tym samym okresie samodzielne pododdziały artyleryjskiego rozpoznania pomiarowego wykorzystano do sformowania w Orzyszu pułku artyleryjskiego rozpoznania pomiarowego].
W wyniku przeprowadzonych reorganizacji jednostek artylerii pod koniec 1948 roku składały się one z: trzech brygad, jednego manewrowego pułku artylerii, czterech samodzielnych dywizjonów artylerii oraz jednego pułku artyleryjskiego rozpoznania pomiarowego. Stan osobowy wynosił 6300 żołnierzy. Na uzbrojeniu jednostek znajdowało się 1.578 dział i 1169 moździerzy. Pozostały sprzęt artyleryjski 1030 dział i 1413 moździerzy przechowywany był w składnicach artyleryjskich.

## Okres przyspieszonego rozwoju artylerii
Od zakończenia II wojny światowej do początku 1949 roku Wojsko Polskie podlegało stałemu procesowi redukcji. 1 stycznia 1949 roku Dowództwu Wojsk Lądowych podlegało 16 dywizji piechoty, a w każdej pułk artylerii lekkiej, trzy brygady artylerii ciężkiej, trzy pułki artylerii plot .
Na uzbrojenie artyleryjskie składały się 1980 działa, w tym: 144 haubicoarmaty 152 mm, 477 armat i haubic 122 mm, 634 armat 76 mm ZlS-3, 245 armat pułkowych 76 mm, 432 armat ppanc. 45 mm, 48 armat ppanc. 57 mm; 1747 moździerzy 120, 82, 50 mm; 56 armat plot 85 mm, 45 armat plot 37 mm; 4 wyrzutnie rakietowe BM-13. Większość uzbrojenia nadawała się do remontów lub zastąpienia nowym sprzętem. Prace planistyczne mające na celu rozbudowę wojska podjęto już w końcu 1947 roku. Pierwszy plan opracowany pod kierunkiem zastępcy szefa SG gen. bryg. Stanisława Mossora został odrzucony przez Biuro Polityczne KC PPR. Następny, autorstwa szefa SG gen. broni Władysława Korczyca tzw. „siedmioletni plan rozwoju WP na lata 1949–1955" został przyjęty do realizacji. W artylerii planowano dotychczasowe dwie brygady artylerii rozwinąć w dywizje, sformować od podstaw dwie brygady artylerii przeciwpancernej. Dwa pułki artylerii przeciwlotniczej rozwinięte miały być w dywizje.
W lutym 1949 roku sformowano dywizjon artylerii rakietowej o stanie osobowym 282 żołnierzy. Dywizjon ten miał być zalążkiem dla pułku artylerii rakietowej mobilizowanego na wypadek wojny. W maju 1949 roku sformowano w OW I 15 Brygadę Artylerii Ciężkiej skupiającą trzy dotychczas samodzielne dywizjony artylerii ciężkiej.
W lipcu rozformowano 30 dac a ludźmi i sprzętem uzupełniono 71 pułk artylerii ciężkiej, który wyłączono ze składu 13 BAC i usamodzielniono. Pułk ten przeniesiono jednocześnie na nowy etat o stanie osobowym 824 żołnierzy.
27 lutego 1950 roku sformowano Dowództwo Wojsk Obrony Przeciwlotniczej. Tym samym utworzono nowy rodzaj wojsk, w skład którego weszły wszystkie jednostki obrony przeciwlotniczej.
W listopadzie 1949 roku nastąpiły znaczące zmiany w kierownictwie Ministerstwa Obrony Narodowej. Odszedł marszałek Żymierski, a stanowisko ministra Obrony Narodowej objął marszałek Konstanty Rokossowski. Na przełomie 1949/50 roku wprowadzono zmiany do planu rozwoju armii. Powstał "Sześcioletni plan rozwoju wojska na lata 1950-55". Przyspieszony plan zakładał wzrost ilościowy sił zbrojnych.
Dnia 19.07.1950 roku Szefostwo Artylerii WP przeniesiono z etatu 1/184 na etat 1/259 z jednoczesną zmianą nazwy na Dowództwo Artylerii. W składzie sztabu tego dowództwa występowały wydziały: Operacyjny, Zwiadowczy, Organizacyjny, Łączności, Szkół i Kursów Oficerskich, Artylerii Przeciwlotniczej, Wyszkolenia Bojowego, Poligonów oraz Redakcja "Przeglądu Artyleryjskiego". Dowódca artylerii WP kierował wyszkoleniem artyleryjskim wszystkich jednostek WP.
12 lutego 1951 roku marszałek Rokossowski zatwierdził przyspieszony "Plan zamierzeń organizacyjnych na lata 1951 i 1952". Plan ten zrywał z dotychczasową koncepcją zrównoważonej rozbudowy wojska w powiązaniu z rozwojem gospodarki narodowej. Zapotrzebowanie wojska miał w większości pokryć budowany niemal od podstaw krajowy przemysł zbrojeniowy. Zamiary planistów nakazywały osiągnięcie rocznej zdolności produkcyjnej między innymi 7350 dział i moździerzy. W wojskach lądowych planowano sformowanie dodatkowo dwóch dywizji artylerii przełamania, trzech brygad artylerii przeciwpancernej, samodzielnej brygady artylerii ciężkiej, W skład korpusów piechoty włączono pułk artylerii ciężkiej liczący w 2 dywizjonach 26 haubicoarmat 152 mm. Łącznie sformowano sześć korpuśnych pułków artylerii ciężkiej.
Plan rozbudowy wojska rozpoczęto realizować w maju 1951 roku. Rozpoczęto formowanie 6. i 8. Dywizje Artylerii Przełamania, 22, 23, 28 Brygady Artylerii Przeciwpancernej. Dla 1 Korpusu Piechoty sformowano w Choszcznie 159 pułk artylerii ciężkiej i dywizjon artyleryjskiego rozpoznania pomiarowego. Duży przyrost ilościowy nie szedł w parze z rozbudową jakościową, tworzono liczne jednostki słabo wyposażone w sprzęt bojowy.
Zastój w działaniach wojennych na Półwyspie Koreańskim spowodował, że przygotowano w październiku 1952 roku plan redukcji wojska. Do 20 grudnia 1952 roku rozformowano 24, 25 i 30 DP. Wchodzące w skład tych dywizji pułki artylerii lekkiej włączono do 4., 5., 12.i 14. Dywizji Piechoty, a na bazie baterii armat z rozformowanych pułków piechoty sformowano 122 pułk artylerii lekkiej. Zmniejszono też stany osobowe w dywizjach artylerii przełamania i pułkach artylerii ciężkiej. W czerwcu 1953 roku reorganizacji uległy 6. 8. Dywizje Artylerii Przełamania. Nowa struktura obejmowała po trzy brygady haubic, brygadę haubic ciężkich, brygadę artylerii ciężkiej oraz brygadę moździerzy formowaną na bazie 14 i 21 samodzielnych pułków moździerzy. Były to w 6 Dywizji Artylerii Przełamania: 17BAH, 19 BAH, 25 BAH, 30 BAHC, 21 BAC, 27 BM i w 8 Dywizji Artylerii Przełamania: 26 BAH, 29 BAH, 32 BAH, 34 BAHC, 15 BAC, 24 BM. Jednocześnie z rozbudową ilościową wojska, wzrastało nasycenie techniką bojową. W 1952 roku krajowy przemysł dostarczył 1558 armat i armatohaubic, 1105 haubic, 81 wyrzutni rakietowych BM-13, 1368 dział plot, 944 moździerzy. Wprowadzony w kwietniu 1954 roku plan mobilizacyjny PM-53 zakładał reorganizacje artylerii czasu "W". formowane były baterie dowodzenia dowódców armii i korpusów.
Dokonany w styczniu 1954 roku nowy podział terytorialny państwa na okręgi wojskowe oraz rozformowanie dowództwa OW V w Krakowie, spowodował znaczne zmiany w podległości organizacyjnej związków taktycznych i tak odpowiednim okręgom wojskowym podlegały:
| Śląski Okręg Wojskowy                 | Pomorski Okręg Wojskowy:              |
| ------------------------------------- | ------------------------------------- |
| 23 Brygada Artylerii Przeciwpancernej | 6 Dywizja Artylerii Przełamania       |
| 28 Brygada Artylerii Przeciwpancernej | Dywizja Artylerii Przełamania         |
| 14 Brygada Artylerii Ciężkiej         | 33 Brygada Artylerii Ciężkiej         |
|                                       | 22 Brygada Artylerii Przeciwpancernej |

## Okres politycznej odwilży
W 1955 roku podstawę artylerii Wojska Polskiego stanowiły dwie dywizje artylerii przełamania z których każda miała cztery brygady artylerii haubic, jedną brygadę artylerii ciężkiej i jedną brygadę moździerzy. Ponadto istniały dwie samodzielne brygady artylerii ciężkiej oraz trzy Brygady artylerii przeciwpancernej. We wrześniu 1955 roku, w ramach przeprowadzanej redukcji wojska, w Pomorskim OW, w obu dywizjach, rozformowano po dwie brygady artylerii haubic. W Pomorskim i Śląskim Okręgu Wojskowym rozwiązano 22. i 23. brygadę artylerii przeciwpancernej zostawiając po jednym pułku artylerii przeciwpancernej. W grudniu 1955 roku w Pomorskim OW utworzono 11. i 14. dywizjony artylerii rakietowej, które włączono do 6. i 8 DAP. Jednocześnie brygady moździerzy zreorganizowano na brygady moździerzy ciężkich. Samodzielne 14 Brygadę Artylerii Ciężkiej i 33 BAC przeformowano na brygady artylerii armat.
Jesienią 1956 roku przeprowadzono w artylerii kolejną redukcję. Dowództwo Artylerii przeniesione zostało z etatu 1/336 na etat 1/454 z jednoczesną zmianą nazwy na Szefostwo Artylerii WP. W Pomorskim Okręgu Wojskowym 6 Dywizję Artylerii Przełamania przekształcono w 6 Brygadę Artylerii Przełamania. Wyłączone z 6 DAP 19. i 25 BAH, po przeniesieniu do Orzysza i Bartoszyc, podporządkowano dowództwu 8 Dywizji Artylerii Przełamania. Na bazie 21 BAA z rozformowanej 6 DAP, dotychczas samodzielnej 3 BAA i utworzonej na nowo w Choszcznie 16 BAA  utworzono nowy związek taktyczny - 5 Dywizję Artylerii Armat z dowództwem w Grudziądzu. 27 Brygadę Moździerzy Ciężkich z 6 DAP rozwiązano organizując w jej miejsce 69 dywizjon moździerzy ciężkich włączony do 6 Brygady Artylerii Przełamania. W Śląskim Okręgu Wojskowym sformowana została 10 Dywizja Artylerii Armat z dowództwem w Głogowie, do której włączono 14 BA oraz dwie nowe brygady 31. i 35 BAA zorganizowane w Głogowie i Tarnowskich Górach w oparciu o 112. i 120. paa z rozformowanych 2 Korpusu Armijnego i 11 Korpusu Armijnego.
Będącą w SOW 28 BAPpanc rozwiązano, z wyjątkiem 91 pappanc, który usamodzielniono.
W Warszawskim Okręgu Wojskowym znacznie rozbudowano 8 DAP. W jej składzie znalazły się: 19 BAH i 32 BAH, 25. i 29 BAHC i 24 BMC. Ze składu 8 DAP wyłączono 15 BAA i po przeformowaniu podporządkowano bezpośrednio dowódcy WOW. Wykorzystując żołnierzy i uzbrojenie z rozformowanych 121 pa 18 DP i dappanc 2., 8. i 11 Korpusu Armijnego utworzono w Suwałkach 126 pułk artylerii przeciwpancernej.
Wiosną 1957 roku jednostki artylerii przeszły następną reorganizację. W Śląskim Okręgu Wojskowym rozformowano 10 Dywizję Artylerii Armat, pozostawiając 31 Brygadę Artylerii Armat, a w Pomorskim OW rozwiązano 5 Dywizję Artylerii Armat. Znajdującą się w Pomorskim Okręgu Wojskowym 6 Brygadę Artylerii Przełamania przeformowano na 6 Brygadę Artylerii Armat. W Warszawskim Okręgu Wojskowym w 8 Dywizji Artylerii Przełamania rozformowano: 19 BAH, 25 BAHC i 14 dar oraz przeniesiono na nowe etaty 29 BAH, 32 BAH i 24 BMC. W skład 8 DAP włączono ponownie 15 BAA. Oprócz tego w Warszawskim Okręgu Wojskowym rozformowano 118 paa oraz przeformowano 126 pappanc na 80 dywizjon artylerii przeciwpancernej. Na bazie 23 pal, który wyłączono z 6 DP, utworzono w Bielsku samodzielny 23 dywizjon artylerii armat.
W październiku 1958 roku wszystkie jednostki artylerii przeniesiono na nowe etaty redukujące liczbę żołnierzy. W Warszawskim Okręgu Wojskowym 8 DAP przemianowano w 8 Dywizję Artylerii. We wszystkich brygadach dywizji zmniejszono stany osobowe, a 32 BAH i 24 BMC skadrowano. Reorganizacją objęto też samodzielne 23 daa i 80 dappanc.
Skład bojowy artylerii do początku lat 60. XX w. uległ istotnym przekształceniom. Zmniejszono liczbę dywizji z dwóch do jednej i brygad z pięciu do dwóch. Zwiększyła się liczba samodzielnych pułków, z których część powstała na bazie rozformowanych brygad. Liczba żołnierzy artylerii została zredukowana do 7,2 tys. w 1960 roku. Zmniejszyła się liczba dział i moździerzy do 3200 sztuk. Tak poważny spadek wynikał nie tylko z ogólnego zmniejszenia liczebności sił zbrojnych, ale także z przyjętego założenia, że zadania klasycznej artylerii przejmą częściowo jednostki rakietowe przystosowane do wykonywania uderzeń bronią masowego rażenia, w tym głowicami jądrowymi.
Struktura artylerii w 1960:
| Śląski Okręg Wojskowy                  | Pomorski Okręg Wojskowy                       | Warszawski Okręg Wojskowy   |
| -------------------------------------- | --------------------------------------------- | --------------------------- |
| 31 Brygada Artylerii Armat             | 6 Brygada Artylerii Armat                     | 8 Dywizja Artylerii         |
| 91 pułk artylerii przeciwpancernej     | 101 pułk artylerii przeciwpancernej           | 15 Brygada Artylerii Armat  |
| 156 pułk artylerii przeciwpancernej    | 74 dywizjon artylerii                         | 29 Brygada Artylerii Haubic |
|                                        | 92 dywizjon artylerii rozpoznania pomiarowego | 32 Brygada Artylerii Haubic |
|                                        | 24 Brygada Moździerzy Ciężkich                |                             |
| 80 dywizjon artylerii przeciwpancernej |                                               |                             |
| 3 dywizjon artylerii armat             |                                               |                             |

## Rakietyzacja Wojska Polskiego

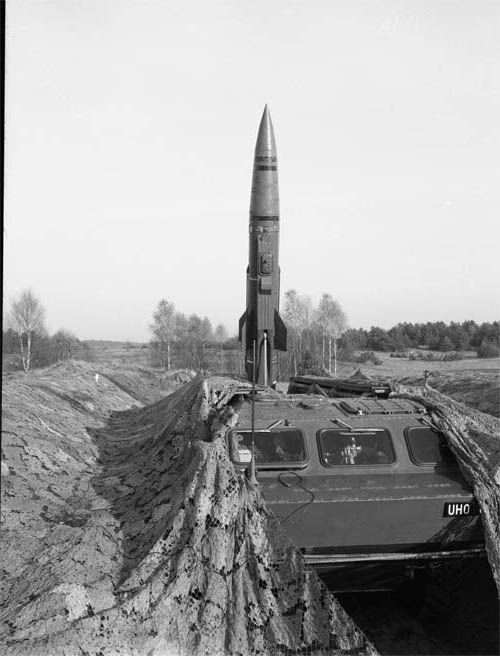
Wyrzutnia 9P129 w położeniu bojowym

Dążenie do zwiększenia potencjału bojowego wojsk lądowych doprowadziło do ich planowej rakietyzacji. Zupełnie nową jakościowo bronią rakietową, mogącą spełniać zadania nieosiągalne dla klasycznej artylerii, były taktyczne i operacyjno-taktyczne pociski rakietowe. Pierwsze jednostki rakietowe organizowano na mocy dekretu Rady Państwa z 21 października 1961 roku i Rozkazu MON nr 0050 z 24 października. W 1961 roku sformowano 32 Brygadę Rakiet Operacyjno-Taktycznych w Orzyszu. 32 BROT była wyposażona w zestawy klasy ziemia-ziemia typu R-170. W celu przygotowania kadry dla kolejnych brygad rakiet operacyjno-taktycznych równolegle powstawał Ośrodek Szkolenia Artylerii w Orzyszu i 23 szkolny dywizjon artylerii w Toruniu. 1 września 1962 roku brygada biorąca udział w szkoleniu na poligonie rakietowym Kapustin Jar w ZSRR dokonała pierwszego startu rakiety bojowej.
19 lutego 1962 roku powołano 18 Brygadę Artylerii w Bolesławcu. Brygada posiadała zestawy rakietowe R-170 stanowiące w razie wojny główny środek uderzeniowy 2 Armii WP organizowanej na bazie ŚOW.
Kolejna brygada, 20 Brygada Artylerii powstała w garnizonie Choszczno w 1963 roku. W 1965 roku została ona przemianowana na 2 Pomorską Brygadę Artylerii. Jednostka była wyposażona w zestawy rakietowe R-170, stanowiące w razie wojny główny środek uderzeniowy 1 Armii WO organizowanej na bazie POW. W 1963 roku powstała 36 Brygada Artylerii w Biedrusku. W latach 60. na jej wyposażeniu znajdowały się zestawy rakietowe typu R-170. W czasie pokoju podlegała ona dowódcy Śląskiego OW, a na wypadek wojny wchodziła w skład wojsk rakietowych frontu. W latach 70. wszystkie BROT przezbrojono w zestawy R-300.
W 1962 roku rozpoczęto organizowanie dywizjonów rakiet taktycznych. Pierwsza jednostka tego typu, pod utajnioną nazwą 24 dywizjon artylerii, została sformowana w Sulechowie i włączona do 5 Dywizji Pancernej. W sierpniu na dywizjon rakiet taktycznych przeformowano 22 dywizjon artylerii rakietowej wchodzący w skład 12 Dywizji Zmechanizowanej. Wiosną 1963 roku zorganizowano trzy kolejne dywizjony rakiet taktycznych: 8 drt w Tarnowskich Górach, 20 drt w Malborku i 7 drt w dla 20 DPanc.
W 1964 roku zostały zorganizowane: 41 drt w Gdańsku i 1 drt w Trzebiatowie. W lipcu 1966 roku rozpoczęto formowanie dywizjonu rakiet taktycznych dla 4 DZ i 44 drt. W Koźlu sformowano 2 drt, a na bazie dywizjonów artylerii rakietowej zorganizowano cztery kolejne dywizjony rakiet taktycznych: 10 drt w Żarach i 7 drt w Budowie, 42 drt w Choszcznie oraz 5 drt w Giżycku i 19 drt w Morągu.
W 1963 roku rozpoczęto formowanie polowych technicznych baz rakietowych. Dla potrzeb Pomorskiego Okręgu Wojskowego sformowano 18 PTBR w Szczecinie, dla Śląskiego Okręgu Wojskowego 11 PTBR w Skwierzynie. W celu zabezpieczenia funkcjonowania 36 FBROT sformowano jeszcze 18 PTBR na Miedwiu. Początkowo formalnie frontowa, lecz w rzeczywistości przeznaczona dla wojsk Warszawskiego Okręgu Wojskowego. Dopiero w 1969 roku okręg warszawski otrzymał własną 21 PTBR w Ornecie, a baza w Miedwiu zaś została dostosowana do wykonywania zadań na korzyść 3 Frontowej Brygady Rakiet Operacyjno-Taktycznych. Na potrzeby zaopatrywania specjalnego zostały utworzone: 25 samodzielny dywizjon dowozu rakiet w Miedwiu i 28 sddr w Skwierzynie, 8 samodzielny batalion dowozu rakietowych materiałów napędowych w Jarominie oraz zmodernizowane zostały magazyny w 20 Okręgowej Składnicy Amunicji w Mostach.
W 1965, minister obrony narodowej rozkazem nr 44/MON z 21 lipca 1965 przeformował dotychczasowy rodzaj wojsk „Artylerię” na „Wojska Rakietowe i Artylerię”.
W rezultacie dużego wysiłku finansowego, organizacyjnego i szkoleniowego w latach 1961–1967 powstały wojska rakietowe, który stanowiły znaczący składnik potencjału bojowego wojsk lądowych. Głowice jądrowe i chemiczne miały być im dostarczane ze składów radzieckich na terenie Polski.
Zatwierdzony w lutym 1965 roku Plan użycia Frontu Nadmorskiego przewidywał użycie 91 ładunków jądrowych, w tym 12 głowic operacyjno-taktycznych. Zmodyfikowany plan z 1970 roku przewidywał już użycie do 177 ładunków jądrowych, w tym 60 operacyjno-taktycznych i 117 taktycznych.

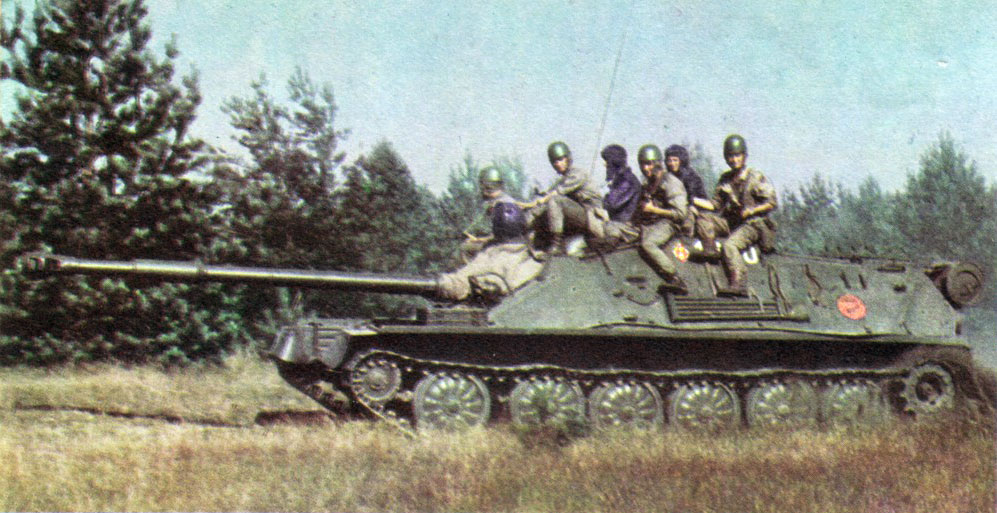
Żołnierze 6 DPD na ASU-85

W 1965 roku, w związku z wprowadzeniem do wojsk uzbrojenia rakietowego, minister obrony narodowej przeformował dotychczasowy rodzaj wojsk "Artylerię" na "Wojska Rakietowe i Artylerię". 20 sierpnia 1982 roku powołano Dowództwo Wojsk Rakietowych i Artylerii, które w styczniu 1989 roku przemianowano na szefostwo.
W sierpniu 1966 roku w 6 DPD sformowano 35 dywizjon artylerii samobieżnej wyposażony w działa samobieżne ASU-85107. Na jego wyposażenie wprowadzono lekką wyrzutnię na podwoziu dwukołowym WP-8 kalibru 140,4 mm i donośności 9810 m.

## Okres stabilizacji organizacyjnej
W latach 1976–1980 głównymi kierunkami rozwoju miała być gruntowna modernizacja podstawowych rodzajów uzbrojenia. W latach 70. wszystkie BROT przezbrojono w zestawy R-300. W czasie wojny brygady mogły niszczyć uderzeniami klasycznymi, jądrowymi i chemicznymi cele znajdujące się w przewidywanym pasie natarcia frontu lub armii. W skład zestawu R-300 wchodziła rakieta z głowicą o mocy 20, 40 lub 100 kT. Rakiety typu „Toczka", wprowadzone do 7 drt w 1988 roku. Posiadały zasięg 70-120 km i głowice jądrowe o mocy 10 kT.
W latach 1971–1975 w wojskach rakietowych i artylerii planowano przezbrojenie BROT w rakiety na paliwo stałe i o większym zasięgu oraz uzbrojenie pułków artylerii przeciwpancernej w zestawy rakietowych przeciwpancernych pocisków kierowanych. Obronę przeciwpancerną wzmocniono poprzez sformowanie dywizjonów artylerii przeciwpancernej w pięciu dywizjach zmechanizowanych (1., 2., 4., 8. i 12. DZ). W dwóch dywizjach zmechanizowanych (4. i 12. DZ) oraz w 20. DPanc w miejsce wyrzutni przeciwpancernych pocisków kierowanych Trzmiel wprowadzono nowe zestawy Malutka. Wycofane wyrzutnie Trzmiel wprowadzono do wyposażenia dwóch skadrowanych dywizji zmechanizowanych (1. i 2.). We wszystkich dywizjach pancernych i 12 DZ przezbrojono dywizjony artylerii rakietowej z wyrzutni BM-14 na BM-21 Grad. Wycofane z tych dywizji wyrzutnie BM-14 wykorzystano do sformowania dywizjonów artylerii rakietowej w trzech skadrowanych dywizjach zmechanizowanych (3., 9. i 15. DZ).
Latem 1976 roku 32 Brygadę Artylerii przeformowano na szkolną brygadę artylerii. Pod koniec 1976 roku rozformowano 35 das 6 DPD wyposażony w działa ASU-85. W latach 1976–1985 przewidywano sformowanie drugiej brygady rakiet operacyjno-taktycznych dla frontu. W brygadach artylerii armat frontu i armii planowano wprowadzić na uzbrojenie działa przystosowane do strzelania amunicją jądrową. Do połowy lat 80. baterie haubic w pułkach zmechanizowanych wszystkich dywizji przeformowano na dywizjony artylerii. W pułkach zmechanizowanych w DPanc i po jednym pz w DZ wprowadzono na ich wyposażenie samobieżne haubice 122 mm 2S1 Goździk.
Pod koniec 1970 roku w Wojsku Polskim znajdowały się:
| Brygady                                  | Pułki                              | Dywizjony                               |
| ---------------------------------------- | ---------------------------------- | --------------------------------------- |
| 2 Brygada Rakiet Operacyjno-Taktycznych  | 14 pułk artylerii przeciwpancernej | 80 dywizjon artylerii przeciwpancernej  |
| 3 Brygada Rakiet Operacyjno-Taktycznych  | 20 pułk artylerii przeciwpancernej | 23 dywizjon artylerii armat             |
| 18 Brygada Rakiet Operacyjno-Taktycznych | 91 pułk artylerii przeciwpancernej | 29 dywizjon rozpoznania artyleryjskiego |
| 32 Brygada Rakiet Operacyjno-Taktycznych |                                    | 30 dywizjon rozpoznania artyleryjskiego |
| 1 Brygada Artylerii Armat                |                                    |                                         |
| 5 Brygada Artylerii Armat                |                                    |                                         |
| 6 Brygada Artylerii Armat                |                                    |                                         |

W 1980 roku w wojskach rakietowych i artylerii znajdowały się: 30 wyrzutnie rakiet operacyjno-taktycznych R-170 i R-300, 52 wyrzutnie rakiet taktycznych R-65, 289 wyrzutni wieloprowadnicowych BM-14 i BM-21, 120 haubic samobieżnych 122 mm, 1340 armat i haubic holowanych, 550 moździerzy.
W pierwszej połowie lat 80. w BROT Pomorskiego i Śląskiego OW (2. i 18. BA) zwiększono liczbę wyrzutni rakiet z 6 do 8 szt. W 1984 roku, na bazie 23 paa Śląskiego OW, sformowano 23 Brygadę Artylerii Armat, w której jeden dywizjon uzbrojono w 203 mm ciężkie działa samobieżne 2S7 Pion. W 6 Brygadzie Artylerii Armat Pomorskiego OW przezbrojono jedną baterię artylerii w 152 mm samobieżne haubico-armaty Dana zakupione w Czechosłowacji. Na uzbrojenie 20 Pułku Artylerii Przeciwpancernej wprowadzono wyrzutnie przeciwpancernych pocisków kierowanych Konkurs.
W 1985 roku Wojsko Polskie dysponowało około 2100 środkami artyleryjskimi, 32 wyrzutniami rakiet operacyjno-taktycznych i 56 wyrzutniami typu Łuna.
W planie rozwoju sił zbrojnych na lata 1986-1990 przyjętym w drugiej połowie lat 80. w dalszym ciągu wymieniano sprzęt artyleryjski. W maju 1987 roku przezbrojono dywizjony artylerii pułków czołgów 4., 8. i 12. dywizji zmechanizowanej w działa samobieżne 2S1 Goździk. We wrześniu sprzęt ten otrzymały również dywizjony artylerii samobieżnej z pułków czołgów ll DPanc. W 1988 roku, w 1., 2. i 15. DZ wprowadzono wyrzutnie przeciwpancernych pocisków kierowanych Fagot i ciężkie granatniki SPG-9. W 1 DZ, w dywizjonie rakiet taktycznych, zwiększono liczbę wyrzutni z 2 do 3, natomiast w dywizjonie artylerii rakietowej wyrzutnie BM-14 wymieniono na BM-21. W grudniu 1989 roku rozformowano szkolną 32 Brygadę Artylerii oraz 1 Brygadę Artylerii Armat. W oparciu o kadrę, sprzęt bojowy i obiekty rozformowanych brygad utworzono ośrodki szkolenia specjalistów wojsk rakietowych i artylerii.

## Dowódcy (szefowie) artylerii (wojsk rakietowych i artylerii)
- gen. dywizji/broni Michał Michałkin (04.1950–11.1956)
- gen. brygady Tadeusz Kunicki (generał) (12.1956–04.1960)
- gen. brygady/dywizji Ignacy Szczęsnowicz (1961–1977)
- gen. bryg. Ryszard Kubiczek (1977–1983)
- gen. bryg. Włodzimierz Kwaczeniuk (1983–1989)[10]

## Symbolika wojsk rakietowych i artylerii w Polsce
| Proporczyk w latach 1943-1944 | Proporczyk w latach 1945-1949 | Łapka           | Koprusówka |
| ----------------------------- | ----------------------------- | --------------- | ---------- |
| artyleria ppanc               | artyleria lekka               | łapka artylerii | Korpusówka |
| artyleria plot                | artyleria ciężka              | łapka artylerii |            |
| dywizjon moździerzy           |                               |                 |            |
| ogólnoartyleryjski            |                               |                 |            |